# Tell It to My Heart
Tell It To My Heart – singiel amerykańskiej piosenkarki Taylor Dayne, który znajduje się na płycie Tell It To My Heart.

## Lista utworów
| #                       | Tytuł                                      | Czas trwania     |                  |
| Wersja 7" single        | Wersja 7" single                           | Wersja 7" single | Wersja 7" single |
| ----------------------- | ------------------------------------------ | ---------------- | ---------------- |
| 1.                      | Tell It To My Heart                        | 3:38             |                  |
| 2.                      | Tell It To My Heart" (instrumental)        | 3:15             |                  |
| Wersja 12" maxi         |                                            |                  |                  |
| 1.                      | Tell It To My Heart" (club mix)            | 6:46             |                  |
| 2.                      | Tell It To My Heart" (percapella mix)      | 3:21             |                  |
| 3.                      | Tell It To My Heart" (single mix)          | 3:24             |                  |
| 4.                      | Tell It To My Heart" (dub mix)             | 5:47             |                  |
| Wersja 12" maxi - Remix |                                            |                  |                  |
| 1.                      | Tell It To My Heart" (house of hearts mix) | 8:43             |                  |
| 2.                      | Tell It To My Heart" (radio edit)          | 3:31             |                  |
| 3.                      | Tell It to My Heart" (dub of earts mix)    | 6:43             |                  |

## Certyfikaty i sprzedaż
| Kraj              | Certyfikat  | Sprzedaż | Najwyższa pozycja |
| ----------------- | ----------- | -------- | ----------------- |
| Australia         |             |          | 14                |
| Austria           |             |          | 1                 |
| Finlandia         |             |          | 15                |
| Francja           |             |          | 11                |
| Holandia          |             |          | 100               |
| Irlandia          |             |          | 2                 |
| Niemcy            | złota płyta | 150 000  | 1                 |
| Norwegia          |             |          | 3                 |
| Stany Zjednoczone | złota płyta | 500 000  | 4                 |
| Szwajcaria        |             |          | 1                 |
| Szwecja           | złota płyta | 10 000   | 3                 |
| Wielka Brytania   |             |          | 3                 |